# Geoffrey Palmer
Geoffrey Winston Russell Palmer (ur. 21 kwietnia 1942 w Nelson) – nowozelandzki prawnik i polityk, premier Nowej Zelandii w latach 1989-1990.

## Życiorys
Uzyskał licencjat z nauk politycznych i prawa na Uniwersytecie Wiktorii, a następnie tytuł: Juris Doctor (odpowiednik polskiego magistra prawa) na University of Chicago. Następnie wykładał na University of Iowa oraz University of Virginia, pracował także jako konsultant rządu Australii. W 1974 powrócił do Nowej Zelandii i został zatrudniony na stanowisku profesora prawa na swym macierzystym Uniwersytecie Wiktorii.
W 1979 został wybrany do Izby Reprezentantów, kandydując z ramienia Partii Pracy. W 1983 został wybrany zastępcą lidera opozycji u boku Davida Lange'a. Gdy labourzyści wygrali w kolejnym roku wybory, został wicepremierem, a jednocześnie ministrem sprawiedliwości i prokuratorem generalnym, w utworzonym przez Lange'a gabinecie. W 1987 objął także tekę ministra środowiska. 
W 1989, po rezygnacji Lange'a, objął tekę premiera. Pomimo silnej presji ze strony partyjnych dołów, gabinet Palmera kontynuował zapoczątkowane przez ekipę Lange'a niepopularne reformy gospodarcze. Sam premier był przez wielu postrzegany jako akademik oderwany od życia zwykłych ludzi, co nie przysparzało mu popularności. Na dwa miesiące przed wyborami w 1990 notowania partii rządzącej były bardzo słabe, dlatego – nie mając nic do stracenia – labourzyści postanowili zastąpić Palmera Mikiem Moore'em. Manewr ten ostatecznie nic nie dał i Partia Pracy przeszła do opozycji.
Sam Palmer z chwilą swej dymisji zrzekł się również mandatu parlamentarnego i wycofał się z polityki. Powrócił do pracy na uczelni, a w 1994 był jednym z założycieli kancelarii prawnej Chen Palmer & Partners. Zasiadał także jako sędzia ad hoc w Międzynarodowym Trybunale Sprawiedliwości oraz był przedstawicielem Nowej Zelandii przy Międzynarodowej Komisji Wielorybniczej. Od 2005 jest przewodniczącym Nowozelandzkiej Komisji Prawnej, rządowej agendy doradzającej Gabinetowi w zakresie stanowienia prawa. 
Jest Rycerzem Komandorem Orderu św. Michała i św. Jerzego oraz Honorowym Kawalerem Orderu Australii. Od 1963 jest żonaty, dochował się dwojga dzieci.